# لانديس (ساسكاتشوان)
لانديس (بالإنجليزية: Landis, Saskatchewan)‏ هي قرية تقع في كندا في ساسكاتشوان. يقدر عدد سكانها بـ 139 نسمة .